# Boulari
La Boulari ou la Coulée est une rivière de Nouvelle-Calédonie.
Elle se jette dans la baie de Boulari au Mont-Dore.